# WFLV-Futsal-Liga 2015/16 (Frauen)
Die WFLV-Futsal-Liga 2015/16 war die erste Saison der WFLV-Futsal-Liga, der höchsten Futsalspielklasse der Frauen in Nordrhein-Westfalen. Meister wurde der UFC Münster.

## Tabelle
| Pl.               | Verein                  | Sp. | S  | U | N | Tore    | Diff. | Punkte |
| ----------------- | ----------------------- | --- | -- | - | - | ------- | ----- | ------ |
| 1.                | UFC Münster             | 10  | 10 | 0 | 0 | 091:700 | +84   | 30     |
| 2.                | Pegasus Westfalia Hagen | 10  | 7  | 0 | 3 | 053:300 | +23   | 21     |
| 3.                | GTSV Essen              | 10  | 5  | 1 | 4 | 048:460 | +2    | 16     |
| 4.                | Holzpfosten Schwerte    | 10  | 3  | 1 | 6 | 042:610 | −19   | 10     |
| 5.                | Futsalicious Essen      | 10  | 2  | 1 | 7 | 017:660 | −49   | 07     |
| 6.                | Futsal Panthers Köln    | 10  | 1  | 1 | 8 | 022:630 | −41   | 04     |
| Stand: Saisonende |                         |     |    |   |   |         |       |        |

| Zum Saisonende 2015/16: |                      |
|                         |                      |
|                         | Meister: UFC Münster |